# كلافي-واربي
كلافي واربي هي بلدية فرنسية تقع في إقليم الأردين في منطقة غراند إيست. 

## جغرافية
قالب:Section communes limitrophes d'article de commune de France

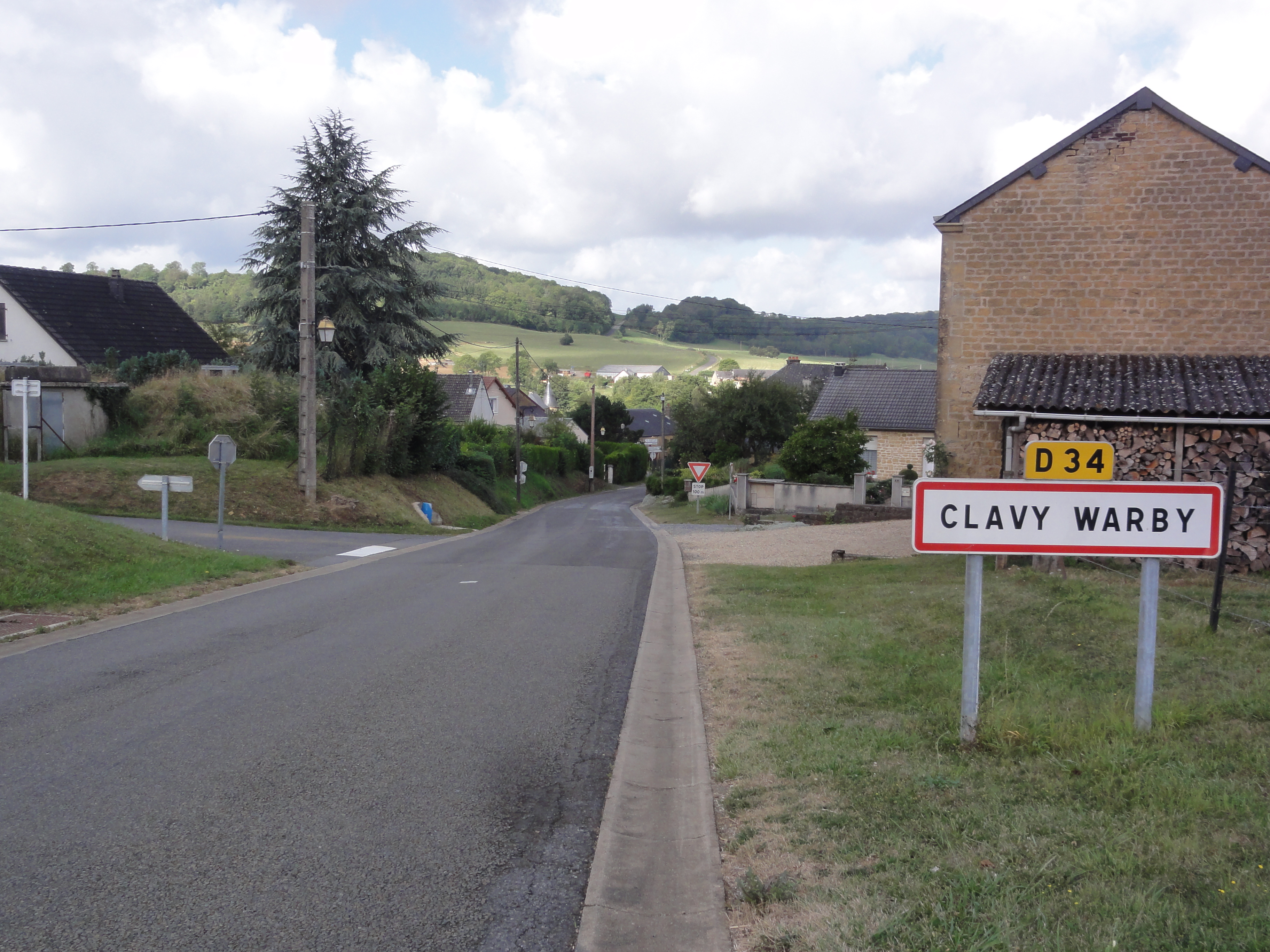
مدخل كلافي ، ملحوظ بكلافي واربي.
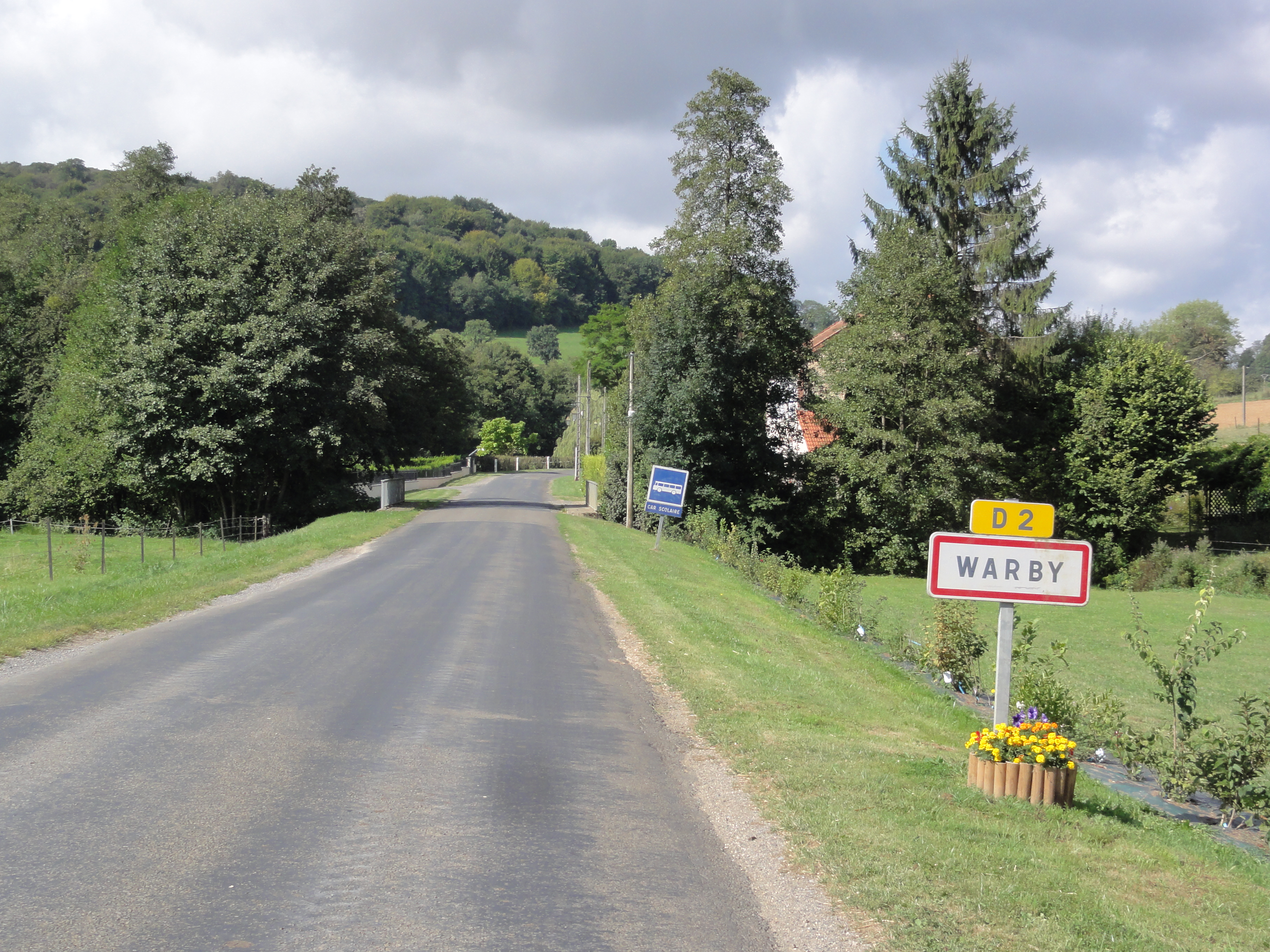
مدخل واربي.
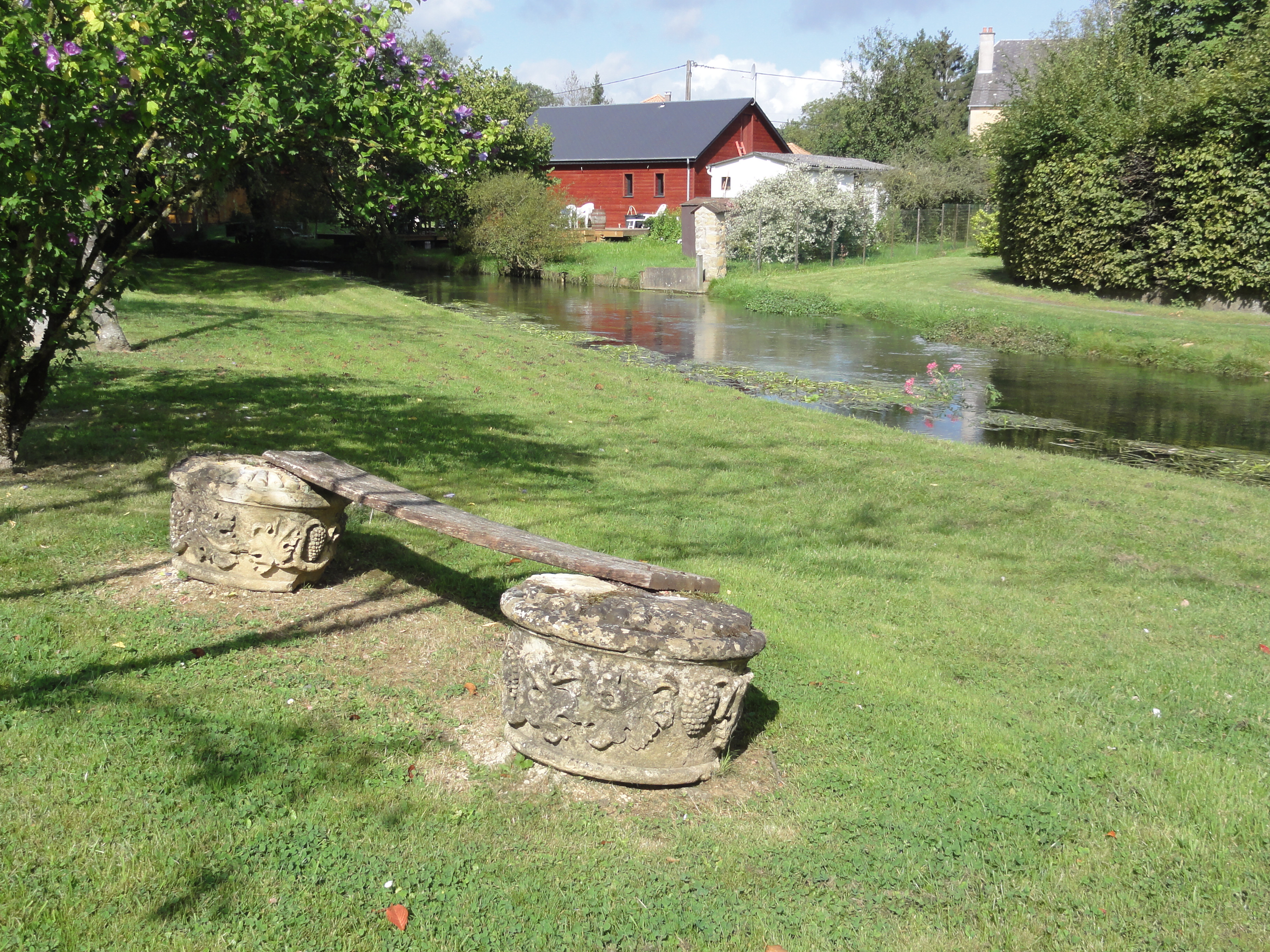
لو ثين في كلافي.
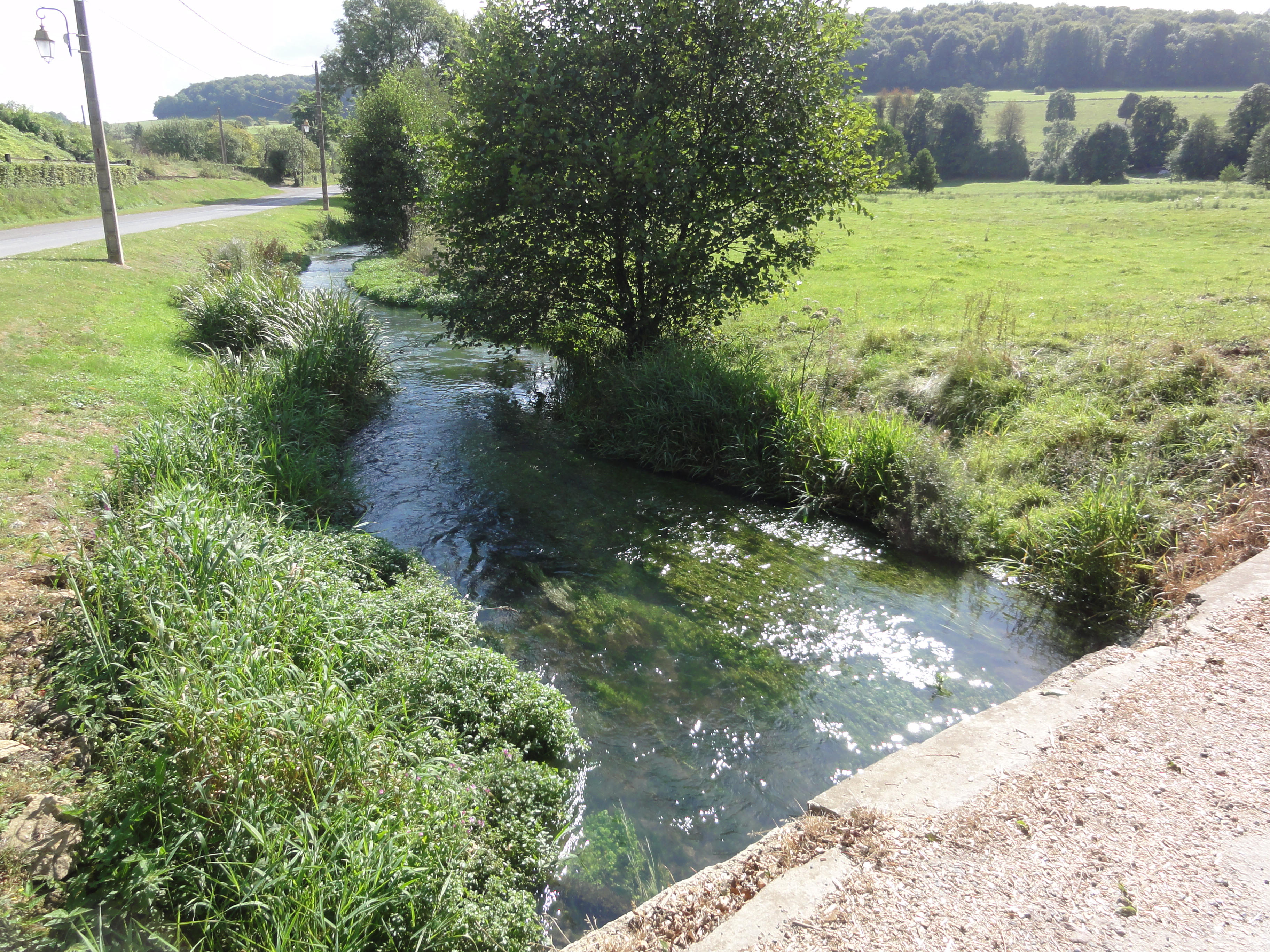
The Thin at Warby.

## الثقافة والتراث المحلي
- كنيسة كلافي
- قلعة كلافي
- بيت غسيل كلافي
- كنيسة واربي
- مدرسة واربي القديمة

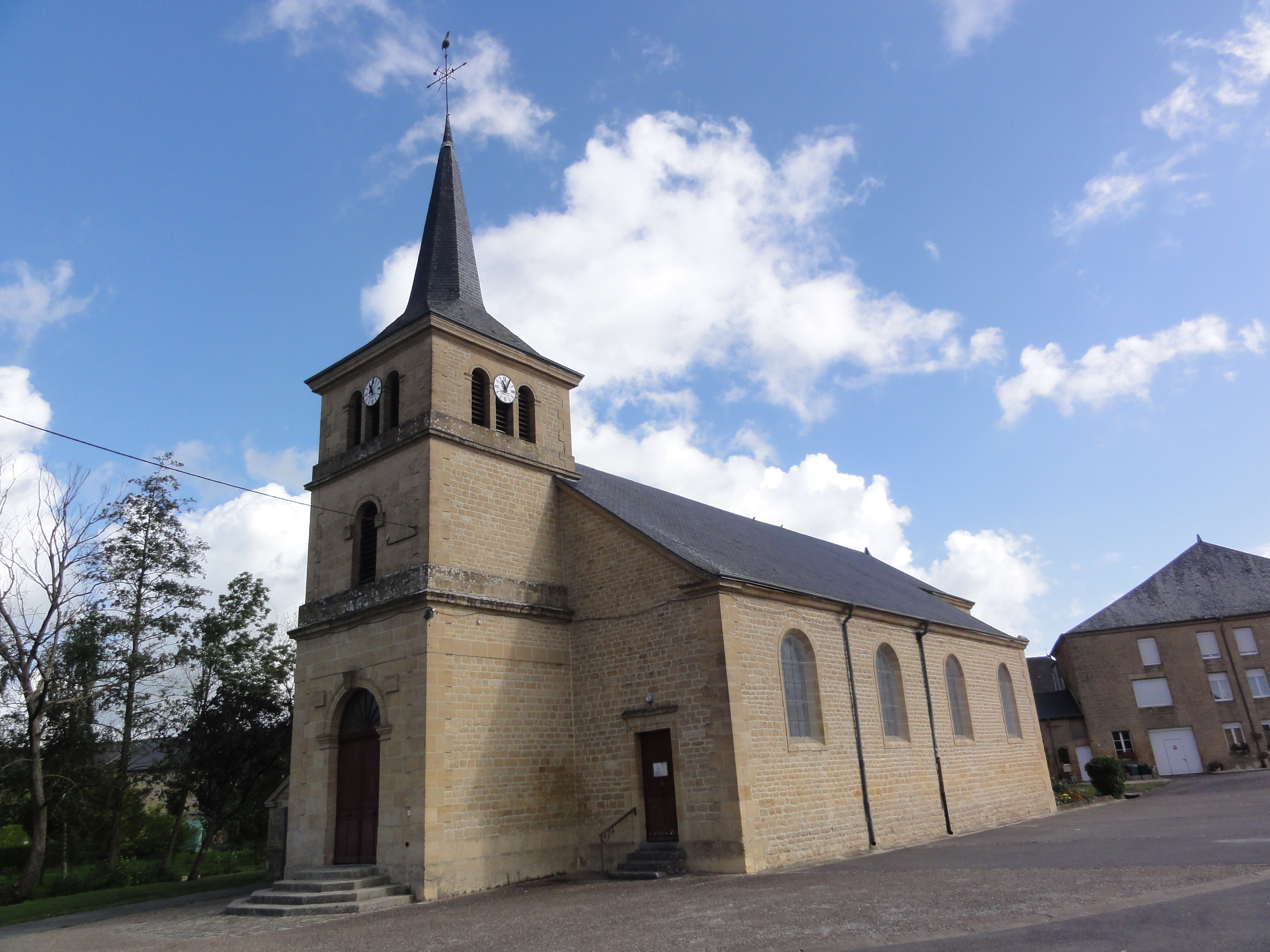
كنيسة كلافي.
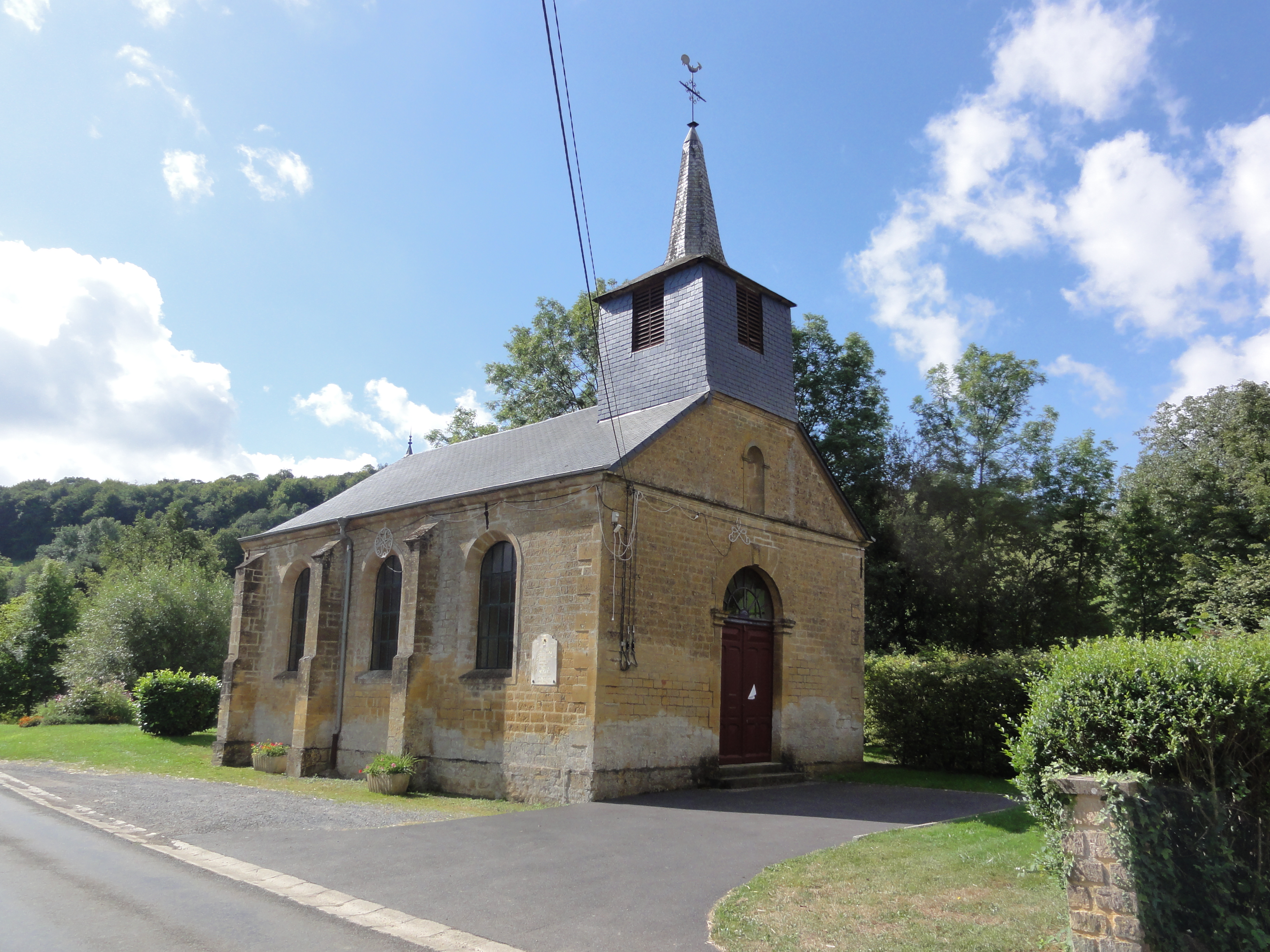
كنيسة واربي.
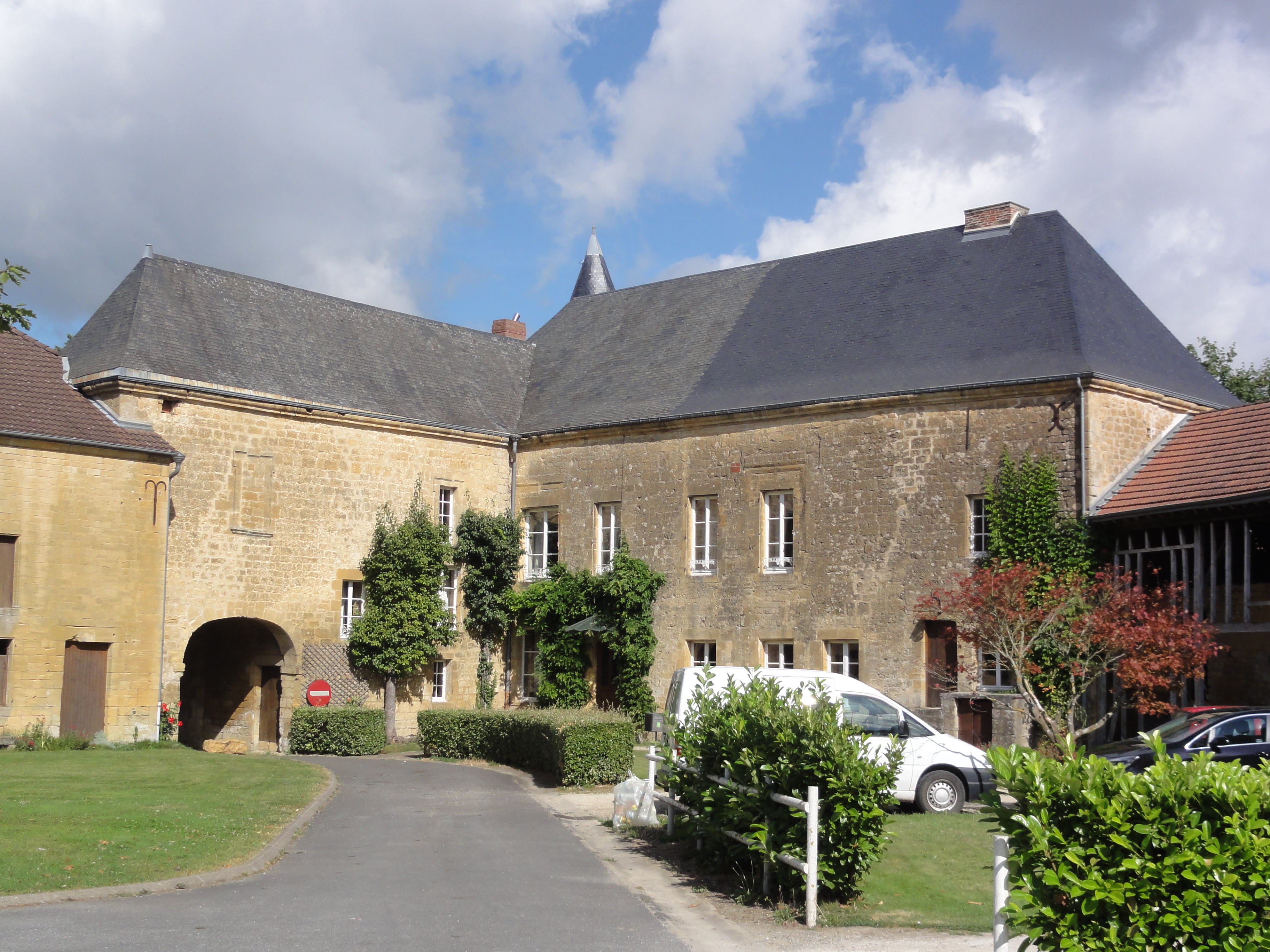
قلعة كلافي.
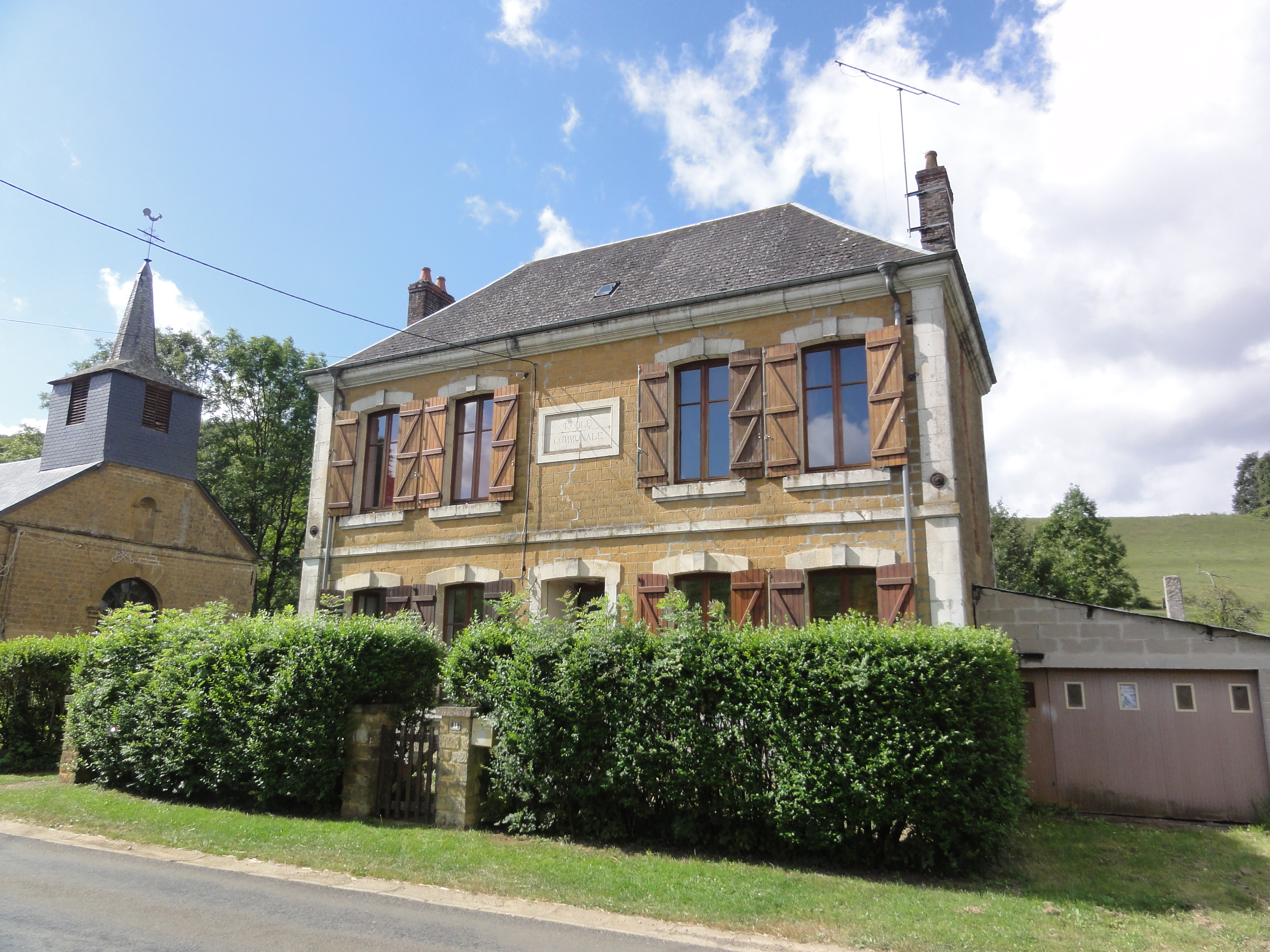
مدرسة واربي السابقة.
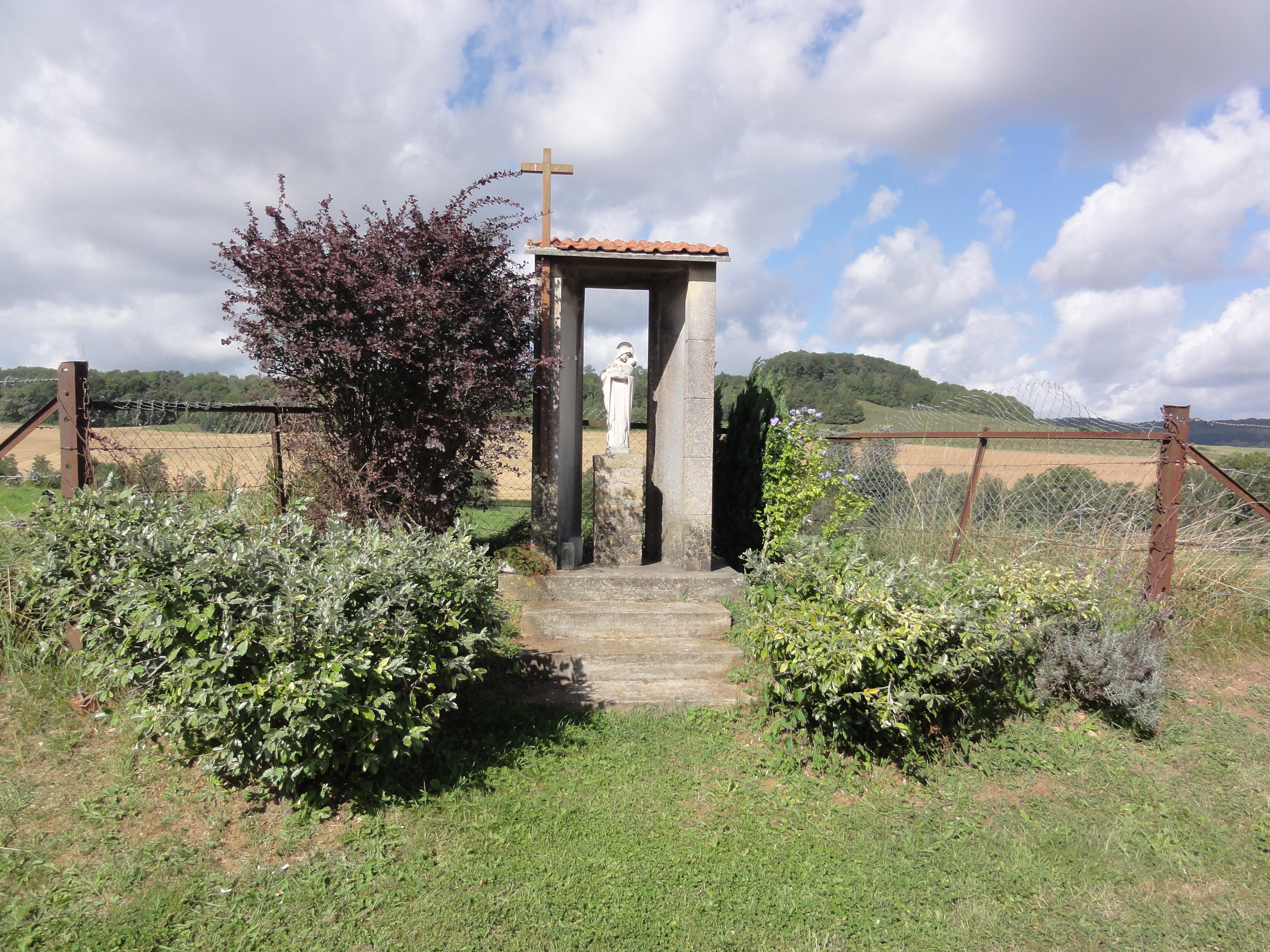
مصلى بين القريتين.